# Puerto Vidal
Puerto Vidal es un corregimiento del distrito de Las Palmas en la provincia de Veraguas, República de Panamá. La localidad tiene 1.671 habitantes (2010).